# Raleigh (bilmärke)

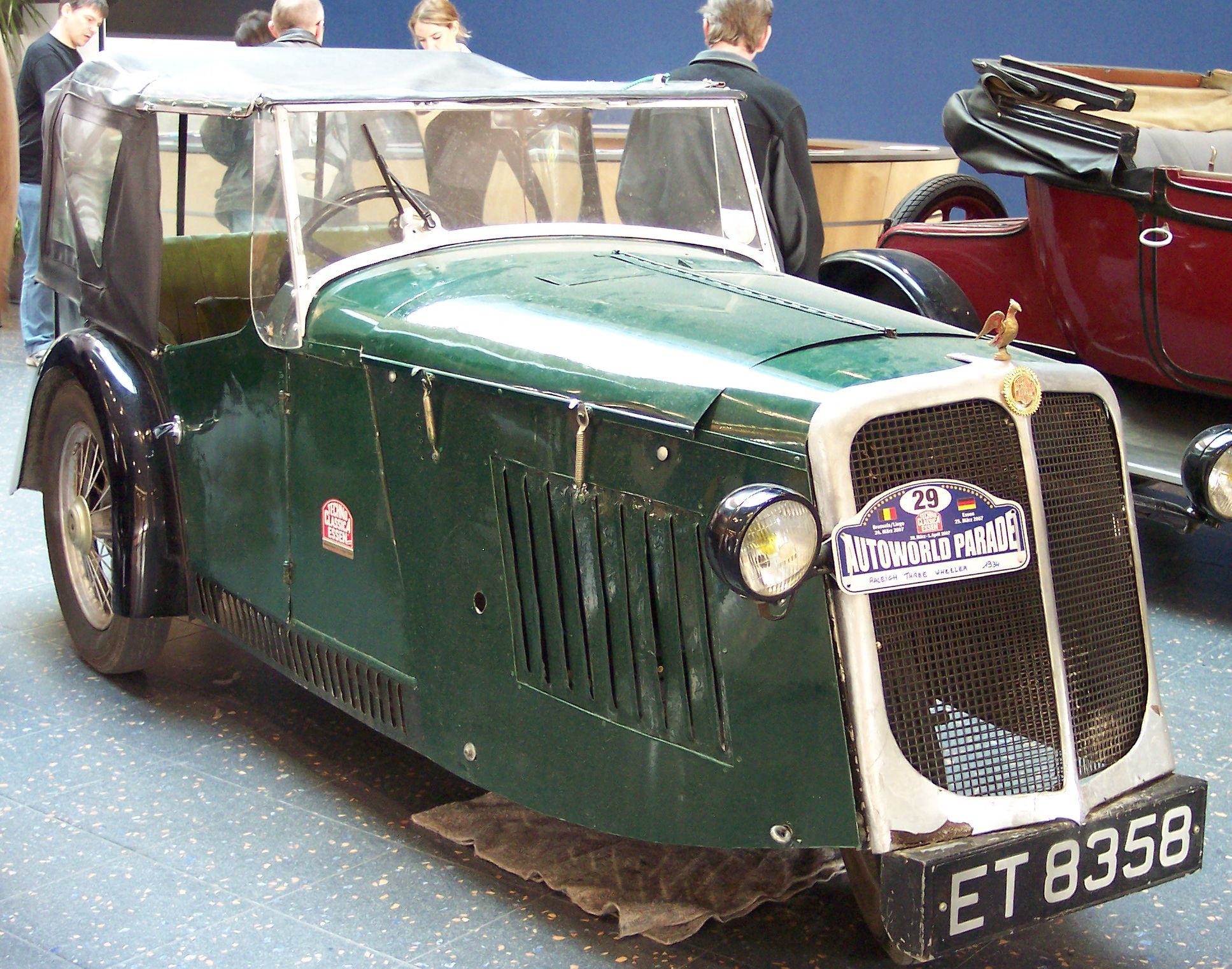
Raleigh Safety Seven 7-17 Sports Tourer, 1934

Raleigh var ett kortlivat bilmärke för Raleigh Bicycles Company i Nottingham i Storbritannien. 
År 1930 beslutade cykelföretaget Raleigh Cycle Company, som också tillverkade motorcyklar vid den tiden, att gå in på marknaden för trehjuliga lastfordon. Sådana klassades i Storbritannien som motorcyklar, med avsevärt lägre skatt. Raleigh köpte tillverkningsrättigheterna för Ivy Motorcycles trehjuliga distributionsfordon ’’Karryall.
Den första modellen var som en motorcykel framtill och med plats för last samt två hjul bak. Den hade en 350 cm³ motor och kunde ta en last på 250 kg. Ett år senare ersattes motorn med en 600-cc-motor, med vilken motorcykelbilen kunde nå en hastighet på upp till 80 km/h. Motorn var placerad framtill och drev bakhjulen med kedjedrift. Fordonet hade en treväxlad växellåda och kom i produktion 1933.
Förutom denna tuktuk förberedde Raleigh en "fullfjädrad" trehjulig bil, som var utrustad med en 750 cm³ tvåcylindrig motor från koncernföretaget Sturmey-Archer. Det var en fyrsitsig "Sports Tourer" med öppen kaross. Denna bil hade kardandrift till bakhjulen och en högsta hastighet på 90 km/timme. Bilen presenterades 1934 på en bilutställning, men sattes inte i produktion, eftersom företagsledningen 1935 beslöt att stänga avdelningen för motordrivna transporter. Skälet var att lönsamheten var mycket större för företagets framgångsrika cykeltillverkning.
Efter det att företagsledningen tagit beslut om att lägga ned produktionen av bilar och motorcyklar, köpte chefkonstruktören Tom Williams och hans kollega Ewart (Tommo) Thompson utrustningen och tillverkningsrättigheterna för lastmodellen och satt upp produktion av en modifierad modell under varumärket Reliant. Reliant Motor Company producerade därefter omkring en halv miljon tre- och fyrhjuliga fordon, mest passagerarfordon, till 2001.

## Bildgalleri

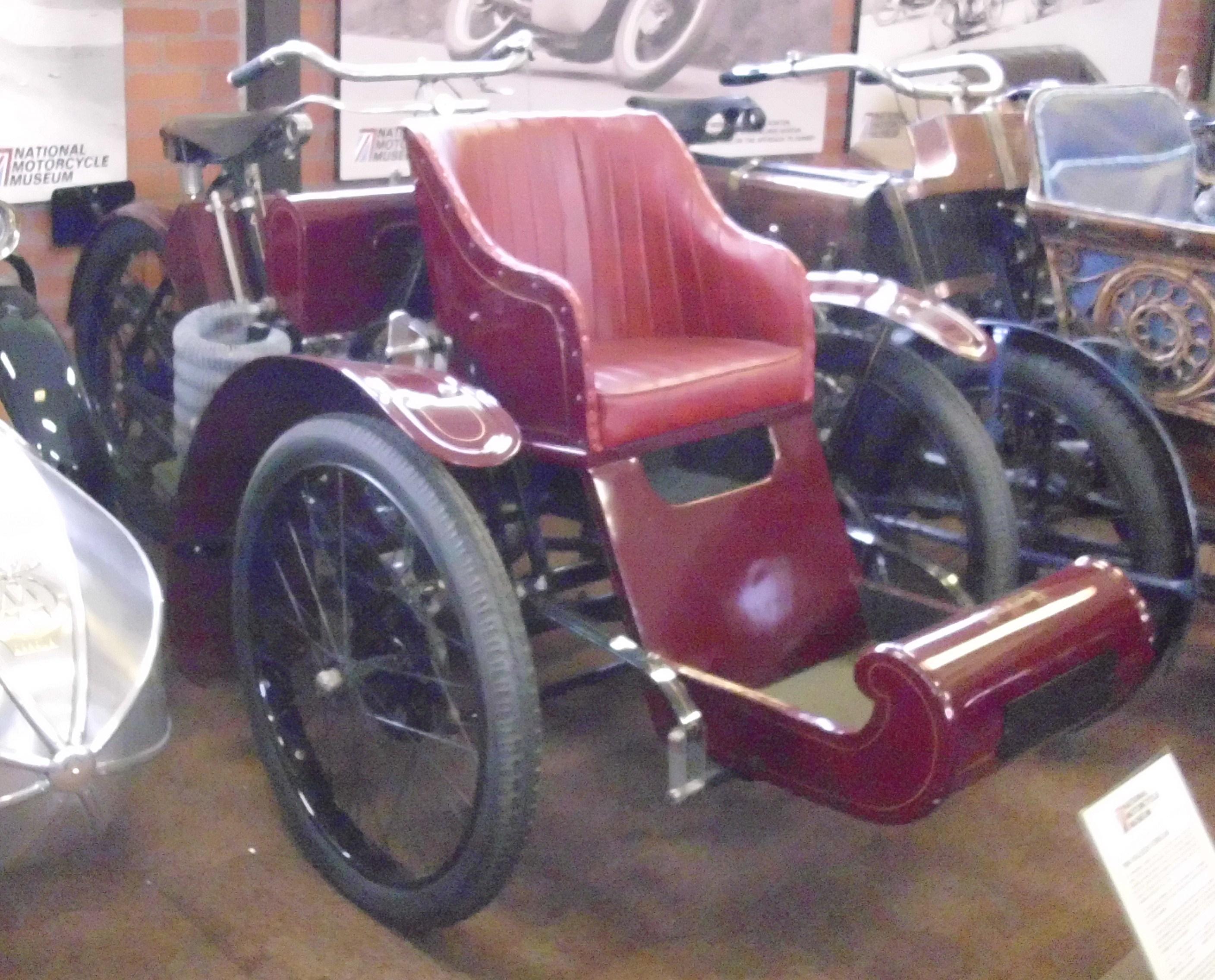
Raleigh Forecar, Raleigh Bicycle Companys första trehjuling, 1904
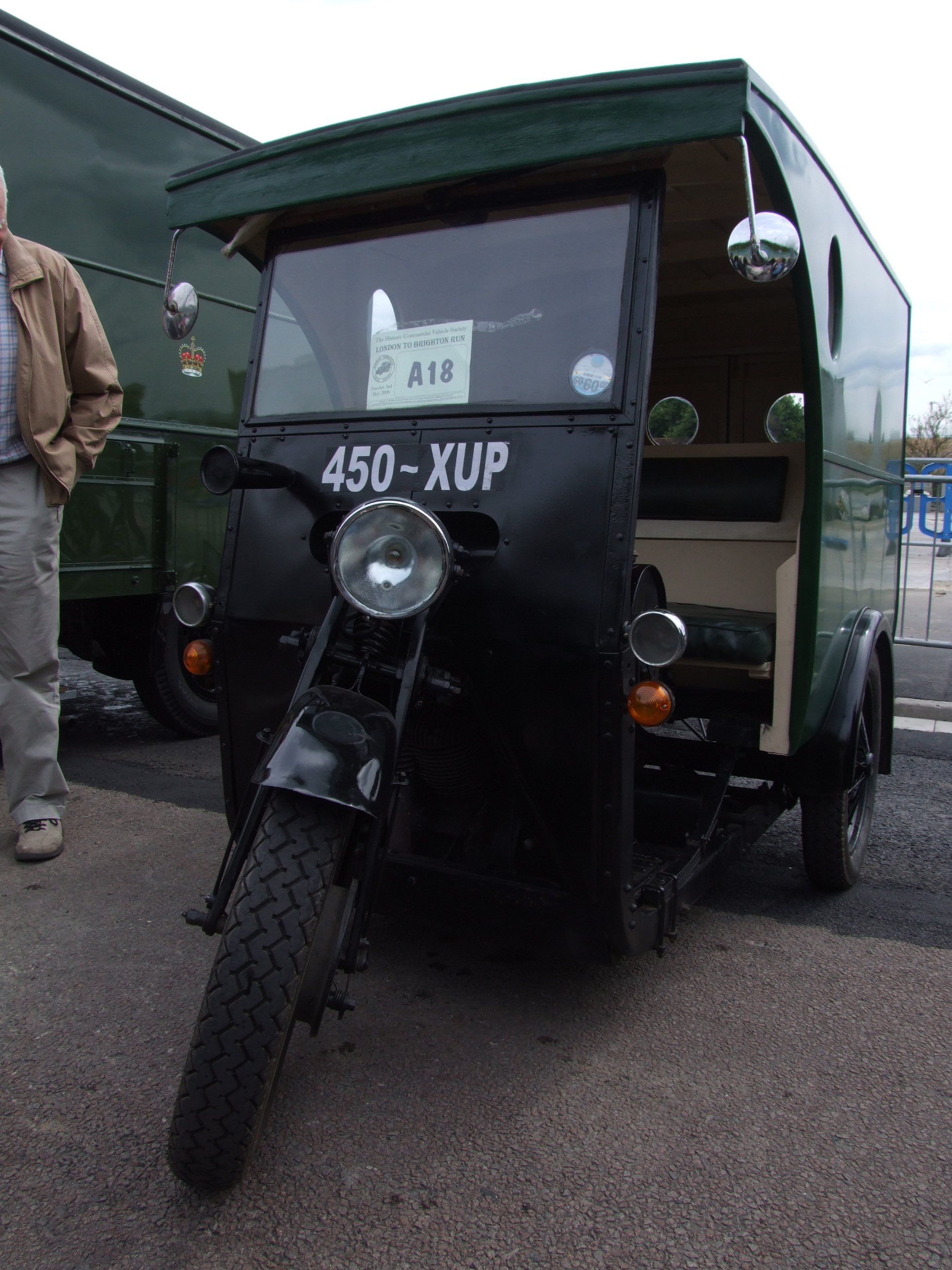
LDV3 Light Van, 1932